# The Hymans
The Hymans är ett svenskt punkrock-/hard rockband som startade 1984 under namnet Svarta September, men vid 1985 bytte bandet namn till sitt nuvarande namn. Bandet har spelat in fyra studioalbum och ett antal singlar. Bandet har också på senare tid spelat som ett Coverband på Ramones.

## Bandets historia

### Tidigare år 1993–1999
Bandet fick sitt första skivkontrakt med Birdnest Records i Köping ägt av Per Granberg. Resultatet av det här ledde till bandets första album HYMANITY (1993), skivan var inspelad i Ludvika i en studio kallad Studio KM Rockshop med hjälp av Rob Bacon och Peter Tägtgren. Tidigt 1995 jobbade man på deras andra album under Steppinstone Records, Hymiliation. Efter inspelningen av Hymiliation som gjordes i Studio Abyss med Peter Tägtgren bakom spakarna mixades plattan av Lars Johansson i Studio Kanon, Ludvika och mastrades sedan på Cuttingroom. När skivan nästan var klar i juni 1995, omslaget fattades, turnerade bandet i Sverige och Holland. I Amsterdam träffade man sedan Dee Dee Ramone som fick ett ex. av Hymiliation och lät via Birdnest meddela att det var bland det bästa han hört och att om någon gav plattan till "grabbarna" i Ramones så skulle han bli av med jobbet som deras låtskrivare. Dee Dee skrev tom om bandet i en av sina memoarer- Legend of a rock star. 
Under 1996 spelade man in ytterligare 11 låtar och släppte vinyl 10" LP Hyman rights på Frank Records.
I mars 1998 fick bandet kontakt med Larry "Retard" Reece från Kanada som hade ett eget skivbolag AMP Records i Lexington, Ontario. Under den perioden spelade bandet in deras fjärde studioalbum CHAIRMEN OF THE BORED (1998) och en split singel. Bandet släppte också en "best of" skiva vid namn A HYMAN WORLD (1998). 
Runt februari och april när bandet spelade en spelning i Lidköping, hoppade bandets trummis Matte av.   
Bandet tog efter det in Pelle Ramone för att ha någon som kunde spela trummor åt dem för en kort period. Efter det lämnade han bandet, då tog Hymans in Dan som spelade med dem under tre spelningar efter det tog bandet åter in Pelle Ramone. Efter det drog bandet ut på turné i USA och Kanada. I slutet av turnén lämnade en av gitarristerna Bempa bandet. Micke fyllde helt sonika hans plats genom att både spela gitarr (vilket han började med då bandet startades 1984) och sjunga. Senare runt 2000 lämnade Pelle bandet för gott, men bandets gamla trummis Matte bestämde sig för att gå med igen.

### Nutid 2000 -
Bandet släppte en till "samlings..."skiva ERARE HYMANUM EST 2005.
Den 2 mars 2005 var bandet med i en musiktävling kallad "The Battle of the Tribute Bands" där de tävlade som ett coverband på Ramones. Oktober 2008 kom gitarristen Bempa tillbaka till bandet.

## Diskografi

### Studioalbum
- Hymanity - 1993
- Hymiliation - 1995
- Hyman Rights - 1996
- Chairmen Of The Bored - 1998

### Samlingsalbum
- A Hyman World (Their friends greatest hits) - 1998
- Hymaniacs - 1999
- Hygenetic - 1999
- Erare Hymanum EST (Greatest hits)- 2002

### EP-skivor
- 3 -Cover - 1994
- Rocker - 2000
- Hybrids - 2000